# Cosmopterosis thetysalis
Cosmopterosis thetysalis är en fjärilsart som beskrevs av Walker 1859. Cosmopterosis thetysalis ingår i släktet Cosmopterosis och familjen Crambidae. Inga underarter finns listade i Catalogue of Life.